# Col Yakima
Le col Yakima (Yakima Pass en anglais) est un col de montagne qui permettait autrefois aux premiers voyageurs originaires d’Europe de franchir la chaîne des Cascades dans l'État de Washington.
Le col fut ainsi utilisé dès le début du XIXe siècle par des membres de la Compagnie de la baie d'Hudson qui venaient faire de la traite de fourrures dans la région.
Par la suite, la découverte d’un nouveau passage plus accessible entraîna l'abandon du col Yakima. Ce nouveau passage, qui porte le nom de col de Snoqualmie, est localisé à moins de 10 km plus au nord et est aujourd’hui le plus important col de l’État de Washington.